# Gentleman
Gentleman (신사) — сингл південнокорейського виконавця і автора пісень PSY. Кліп на цю композицію вийшов на YouTube 13 квітня 2013 року, і за першу добу набрав близько 50 мільйонів переглядів, встановивши тим самим новий рекорд. На даний момент у кліпу понад 1 мільярд переглядів.

## Відеокліп
Разом з піснею вийшов відеокліп, в якому PSY знущається над дівчатами: збільшує швидкість на біговій доріжці, розв'язує бікіні і навіть дає понюхати свої гази. В основному, пісня виконується на корейській мові. Приспів «I'm a mother, father, gentleman» співзвучний з англійським лайливим словом. Головну роль в кліпі, спільно з PSY, зіграла відома південнокорейська співачка Га-ін.
Вперше відеокліп був показаний 13 квітня 2013 року на концерті виконавця під назвою «Happening», а також прямою трансляцією на YouTube з Сеула. Даний запис побила рекорд за 5 днів і з'явилося більше ніж 48 мільйонів піратських Вебсайтів, які додали даний хіт на свій майданчик.

## Популярність на YouTube
Така велика кількість переглядів за перші дні пояснюється легко: після карколомного успіху кліпу Gangnam Style публіка з нетерпінням чекала нового, не менш цікавого і видовищного відеокліпу від PSY. 31 липня 2013 року кліп набрав свої перші 500,000,000 переглядів.

## Зовнішні посилання
- Youtube [Архівовано 18 квітня 2019 у Wayback Machine.]